# Bada Binge
Bada Binge ist ein Serien-Format von Rocket Beans TV mit Daniel Schröckert und Donnie O’Sullivan. Es wird dienstags um 17:00 Uhr unter dem Kanal von Kino+ auf YouTube veröffentlicht. Anfangs wurde es dienstags im zweiwöchigen Wechsel mit anderen Formaten um 19:00 Uhr auf Rocket Beans TV ausgestrahlt. Mittlerweile wurde das Format in einen wöchentlich erscheinenden Podcast umgewandelt.

## Name
Die Namensfindung für das Format war ein langwieriger Prozess, da es sehr viele Wortspiele mit Serien gibt.
Letztendlich hat sich ein Vorschlag des Moderators Daniel Schröckert durchgesetzt, der eine Anspielung auf den Klub „Bada Bing!“ aus der Serie Die Sopranos ist. Der ursprüngliche Name „Serien+“, in Anlehnung an Kino+, wurde verworfen.

## Inhalt und Aufbau
Zu Beginn der ersten Sendungen kam eine geschauspielerte Szene, die eine bekannte Serie parodierte und zur eigentlichen Show hinleitete. Danach wurde jede Folge konventionell gestartet.
Im weiteren Verlauf der Sendung werden neue oder auch alte Serien präsentiert, über Serien geredet, die die Moderatoren im Moment schauen und Serien-News vorgestellt. Unter der Kategorie „Angebinged“ wird beispielsweise über Serien gesprochen, die die Moderatoren gerade erst angefangen haben anzuschauen.

### Spoilerfreie Zone
Die „Spoilerfreie Zone“ ist eine Funktion, die es dem Zuschauer ermöglicht, Spoiler zu umgehen. Dazu muss man auf das entsprechende Banner klicken, das zu einem Video weiterleitet, in dem Schröckert und O’Sullivan gelangweilt dasitzen. In diesem Video kann wiederum auf ein weiteres Banner geklickt werden, wodurch automatisch ans Ende des Spoilers gesprungen wird.

### News / Topics
Neuigkeiten aus der Serienwelt. Neue Trailer für Serien werden besprochen.

### Tease me
Die Moderatoren haben bereits einige Folgen einer neuen Serie gesehen und sind begeistert. Sie versuchen damit auch das Publikum zu begeistern.

### Fix mich an
Ein Moderator hat eine neue gute Serie gesehen und will den anderen Moderator und das Publikum davon überzeugen, diese zu gucken.

### Angebinged
Die Moderatoren haben bereits einige Folgen einer neuen Serie gesehen und schildern ihre neutralen Eindrücke.

### Unter’m Radar
„Unter’m Radar“ behandelt Serien, die der Meinung der Moderatoren nach untergagengen oder unbekannt sind.

### Fanservice
Diskussion eine Serie, die sich von einer Mehrheit der Community gewünscht wurde.

### Das hat Folgen (Spiel)
Die Moderatoren nennen sich jeweils Episodentitel (deutsch und englisch) einer Serie. Einer der anderen Teilnehmer muss die Serie in drei Versuchen erraten.

### On The Road
Die Moderatoren berichten von einem Event, das zu einer Serie stattfand.

### Interviews
Ein Interviewpartner ist zu Gast oder wird über einen Interview-Einspieler eingeblendet.

### Recap
Die Moderatoren besprechen eine Folge, eine Staffel oder eine komplette Serie und lassen sie somit rekapitulieren.

### Classics
Besprechung ältere Serien, die nicht mehr produziert werden.

### Bla Bla Binge
Übergreifende Rubrik für allgemeine Serien-Themen.

### Auf’m Schirm
Die Moderatoren teilen mit, welche Serien sie in Zukunft noch sehen und besprechen möchten.

### Schöner Schund
Die Moderatoren besprechen eine gute Serie, die evtl. etwas quatschig ist (guilty pleasure).

### BADA Boom
Ein Moderator darf 5 Minuten ungestört über eine geliebte alte Serie sprechen.

## Umgestaltung der Sendung 2021
Anfang 2021 wurde die Sendung etwas umgestaltet. Seit Folge 73 (16. Februar 2021) werden in zweiwöchigem Rhythmus jeweils zwei volle Sendungen à ca. 50 Minuten ausgestrahlt und als VOD hochgeladen. Diese Sendungen sind meistens auf maximal zwei Themen begrenzt. Des Weiteren wird ca. alle zwei Wochen die kurze Sendung „Bada Binge Kompakt“ ausgestrahlt. Dort wird in ca. 25 Minuten über Themen geredet, die in den anderen Sendungen keinen Platz fanden. Die traditionelle Zählweise der Sendung endet bei Nr. 072, wird jedoch der Übersicht halber weitergeführt. „Bada Binge Kompakt“ und „Bada Binge Spezial“ haben jeweils eigene Nummerierungen.

## Plagiatsvorwürfe 2021
Ende 2021 kam es zu Plagiatsvorwürfen gegen den Mitarbeiter Sandro Kreitlow, der Texte von Kollegen und anderen Online-Quellen 1 zu 1 übernommen hat, ohne dies kenntlich zu machen. Daraufhin wurden einige Folgen vorsorglich von Youtube entfernt, überarbeitet und mit neuen Texten wieder hochgeladen.